# Edith Reinowski

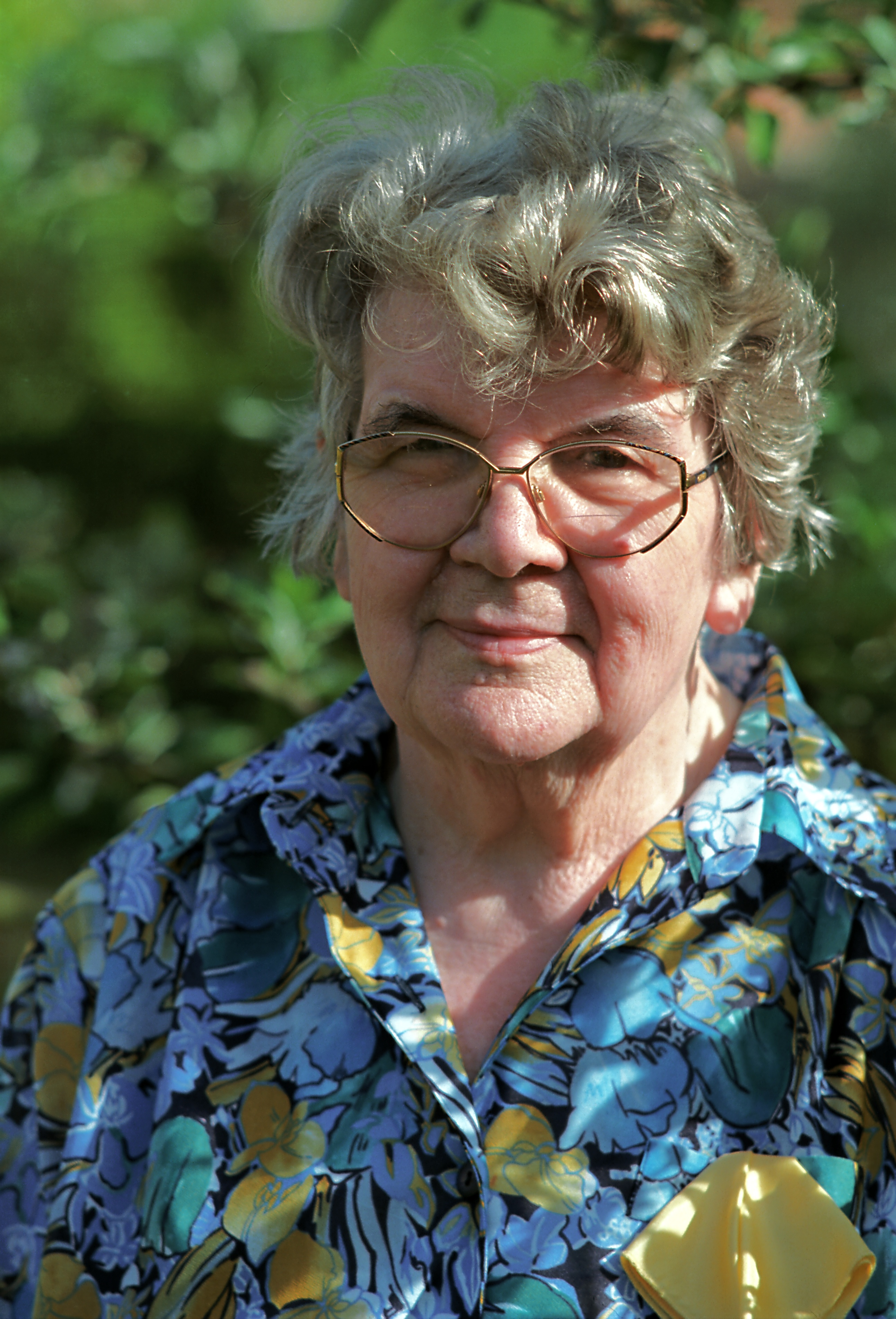
Edith Reinowski, 15. Mai 1992 (82ster Geburtstag)

Edith Reinowski (* 15. Mai 1910 in Braunschweig; † 29. März 2003) war eine deutsche Politikerin (SPD) und 1946 Mitglied des Ernannten Braunschweigischen Landtages.

## Leben
Edith Reinowski war Hausfrau. Durch ihre Ehe mit dem damaligen Sekretär der Braunschweiger Falken Kurt Reinowski war sie mit Hans Reinowski und Werner Reinowski verschwägert.
Vom 21. Februar 1946 bis 21. November 1946 war sie Mitglied des Ernannten Braunschweigischen Landtages.
Im Liedgut der Naturfreundejugend ist auch das Lied Reinowskis birgt auch die winterzeit, kälte und traurigkeit vertreten.